# Viktor Mechtcherine
Viktor Mechtcherine (* 18. September 1964 in Leningrad, heute Sankt Petersburg, Russland) ist ein deutscher Bauingenieur, Hochschullehrer und Wissenschaftler. Er ist bekannt für seine Forschung auf den Gebieten der faserbewehrten, zementbasierten Verbundwerkstoffe, Rheologie von Frischbeton und digitaler Fertigung im Betonbau.

## Biographie
Viktor Mechtcherine studierte von 1981 bis 1986 Bauingenieurwesen an der Leningrader Universität für Bauwesen und Architektur und erhielt sein Diplom mit Auszeichnung. Nach seiner Ingenieurtätigkeit in der damaligen Sowjetunion kam er 1990 nach Deutschland. Dort begann er nach einem zweijährigen Aufbaustudium an der Universität Karlsruhe (heute Karlsruher Institut für Technologie, KIT) seine wissenschaftliche Karriere unter der Leitung von Prof. Hubert K. Hilsdorf und später Professor Harald S. Müller. 
Von 1992 bis 2003 war Mechtcherine am Institut für Massivbau und Baustofftechnologie des KIT tätig. Er arbeitete zunächst als wissenschaftlicher Mitarbeiter und wurde später Oberingenieur. 2000 promovierte er mit Auszeichnung zum Dr.-Ing.; seine Dissertation behandelte das bruchmechanische Verhalten von Beton.
2002 wurde er Akademischer Rat am KIT. 2003 folgte Mechtcherine einem Ruf an die TU Kaiserslautern und übernahm dort die Professur für Baustofftechnologie und Bauschadensanalyse. Seit 2006 ist er Direktor des Instituts für Baustoffe und Inhaber des Lehrstuhls für Baustoffe an der TU Dresden.

## Forschungsschwerpunkte und -projekte
Mechtcherines interdisziplinäre Forschung fokussiert sich auf moderne Baustofftechnologie. Zu seinen Schwerpunkten gehören:
- Additive Fertigung mit zementbasierten Baustoffen (Beton-3D-Druck)
- Rheologie von Frischbeton
- Mechanisches Verhalten von mineralisch gebundenen Kompositen
- Verhalten von zementbasierten Kompositen unter hohen Verzerrungsraten (Impakt),
- Nachhaltiges Bauen
- Multifunktionale Baustoffe[3]

Mechtcherine initiierte und leitete eine Vielzahl von Forschungsvorhaben einschließlich koordinierter Programme der Europäischen Union, der Deutschen Forschungsgemeinschaft (DFG) und mehrerer anderer Institutionen oder wirkte in Vorhaben mit. Zu den von ihm geleiteten Vorhaben in der Grundlagenforschung gehören z. B.:
- DFG Schwerpunktprogramm SPP 2005: „Opus Fluidum Futurum – Rheologie von reaktiven, multiskaligen, mehrphasigen Baustoffen“ (Koordinator)[6]
- DFG Graduiertenkolleg GRK 2250 „Impaktsicherheit von Baukonstruktionen durch mineralisch gebundene Komposite“ (Sprecher)[7]
- DFG Sonderforschungsbereich TRR 339: „Digitaler Zwilling Straße – Physisch-informatorische Repräsentation zukünftiger Straßensysteme“ (Vorstandsmitglied)[8]
- DFG Sonderforschungsbereich TRR 280 „Konstruktionsstrategien für materialminimierte Carbonbetonstrukturen – Grundlagen für eine neue Art zu bauen“ (Vorstandsmitglied)[9]

Mechtcherine ist Sprecher des Exzellenzclusters CARE - Climate-Neutral and Resource-Efficient Construction, welches ab 2026 im Rahmen der Exzellenzstrategie des Bundes und der Länder als Kooperationsprojekt zwischen der TU Dresden und der RWTH Aachen gefördert wird.

## Mitgliedschaften und Funktionen

### National (Auswahl)
- Kollegiat der Deutschen Forschungsgemeinschaft, seit 2024
- Mitglied der ACATECH Deutsche Akademie der Technikwissenschaften, seit 2021
- Mitglied der Sächsischen Akademie der Wissenschaften, seit 2017
- Mitglied des Forschungsrats der TU Dresden, seit 2021
- Vorstandsmitglied der Graduiertenakademie der TU Dresden, seit 2020
- Obmann der Arbeitsgruppe „Digitaler Betonbau durch additive Verfahren“ des Deutschen Ausschusses für Stahlbeton (DAfStb), seit 2020
- Mitglied im Forschungsbeirat des DAfStb, seit 2016
- Prodekan für Forschung und Internationales der Fakultät Bauingenieurwesen, seit 2022
- Expertengremium “Bauprodukte aus faserbewehrten zementbasierten Materialien” des Deutschen Instituts für Bautechnik (DIBt), seit 2007

### International (Auswahl)
- Herausgeber des Journals "Sustainable Cement-Based Materials", Elsevier, seit 2020
- Herausgeber des Journals "Materials and Structures", Springer, seit 2018
- Herausgeber des Journals "Cement and Concrete Composites", Elsevier, seit 2013
- Beratender Redaktionsausschuss des Journals "Materials and Structures", seit 2007
- Vorsitzender des RILEM Technischen Komitees1 304-ADC “Bewertung von additiv hergestellten Betonmaterialien und -strukturen”, seit 2021
- Gastherausgeber des Journals "Cement and Concrete Composites", Special Issue „3D Concrete Printing: Modern Developments“, 2021-2022
- Mitglied des RILEM Präsidiums und RILEM Ausschuss für technische Aktivitäten, 2014-2018
- Ausländisches Mitglied der Russischen Akademie der Ingenieurwissenschaften, 2014-2022
- Vorsitzender des RILEM TC RSC-260 „Empfehlungen für die Anwendung von superabsorbierenden Polymeren im Betonbau“, 2014-2021

Lenkungsausschuss des fib (Fédération internationale du béton), Commission Concrete, seit 2006
1RILEM = International Union of Laboratories and Experts in Construction Materials, Systems and Structures

## Auszeichnungen
- Innovation Contest Award 2022 in der Kategorie Produktion der fib, 2022
- RILEM Fellow, 2018
- Wason Medal for Materials Research des American Concrete Institute (ACI), 2017
- Innovationspreis in der Kategorie Forschung für die Entwicklung der ConPrint 3D-Technologie (Concrete on-site 3D Printing) der bauma in München, 2016
- Ehrenprofessor der Staatlichen Technologischen Universität „V. G. Schuchow“, Belgorod (Russland), 2015
- Deutscher Nachhaltigkeitspreis, GreenTec Award und Deutscher Rohstoffeffizienz-Preis für das Kooperationsprojekt C³ - Carbon Concrete Composites, 2015
- Mehrere Auszeichnungen für den besten Beitrag

## Konferenzen (Auswahl)
Mechtcherine ist Leiter und Organisator von mehreren internationalen und nationalen Konferenzen.
- XI RILEM-fib International Symposium on Fiber Reinforced Concrete (BEFIB 2024) – Transforming Construction: Advances in Fiber Reinforced Concrete, 15.-18.09.2024 in Dresden, Proceedings: V. Mechtcherine, C. Signorini, D. Junger (eds.), Springer 2024.
- 2nd International RILEM Conference on Rheology and Processing of Construction Materials (RheoCon2) and the 9th International RILEM Symposium on Self-Compacting Concrete (SCC9), 8.-11. September 2019 in Dresden, Proceedings: V. Mechtcherine, K. Khayat, E. Secrieru, RILEM Bookseries, Springer, 2020.
- 3nd Int. Conference on Application of superabsorbent polymers and other new admixtures in concrete construction, 25.-27.11.2019 in Skukuza, Südafrika, Proceedings: W. P. Boshoff, R. Combrinck, V. Mechtcherine, M. Wyrzykowski (eds.), RILEM Bookseries, Springer, 2020.
- 4th International Conference on Strain-hardening Cement-based Composites – SHCC4, 18.-20.09.2017 in Dresden, Proceedings: V. Mechtcherine, V. Slowik, P. Kabele (eds.), RILEM Bookseries, Springer, 2018.
- 2nd International Conference on Application of superabsorbent polymers and other new admixtures in concrete construction, 14.-17.09.2014 in Dresden, Proceedings: V. Mechtcherine and Ch. Schröfl (eds.), RILEM Publications, Paris, 2014.
- 4th International Conference on Concrete Repair "Concrete Solutions 2011", 26-29.9.2011 in Dresden, Proceedings: M. Grantham, V. Mechtcherine & U. Schneck (eds.), Taylor & Francis Group, 2012.

## Veröffentlichungen und Patente
Viktor Mechtcherine hat über 400 wissenschaftlichen Publikationen verfasst. In den Jahren 2021, 2022 und 2023 gehörte Prof. Mechtcherine zu den 25 weltweit am meisten zitierten Forschern in der Kategorie Building & Construction. Hier ist eine Auswahl seiner Publikationen mit der Kurzerläuterung deren Bedeutung:
- Li, H.; Liebscher, M.; Zhao, D.; Yin, B.; Du, Y.; Yang, J.; Kaliske, M.; Mechtcherine, V.: A review of carbon fiber surface modification methods for tailor-made bond behavior with cementitious matrices. Progress in Materials Science 2023, 132, 101040 – DOI:10.1016/j.pmatsci.2022.101040 • Interdisciplinary, international effort to comprehensively analyze the opportunities and limitations on shaping bond properties.
- Mechtcherine, V.; Van Tittelboom, K.; Kazemian, A.; Kreiger, E.; Nematollahi, B.; Nerella, V. N.; Santhanam, M.; De Schutter, G.; Van Zijl, G.; Lowke, D.; Ivaniuk, E.; Taubert, M.; Bos, F. P.: A roadmap for quality control of hardening and hardened printed concrete. Cement and Concrete Research 2022, 157, 106800 – DOI:10.1016/j.cemconres.2022.106800 • Open access • Led a group of international experts to create a strategy for quality assessment of materials and structural elements produced using new digital technologies.
- Davoodabadi, M.; Liebscher, M.; Sgarzi, M.; Riemenschneider, L.; Wolf, D.; Hampel, S.; Cuniberti, G., Mechtcherine, V.: Sulphuric acid sensing by single-walled carbon nanotubes incorporated alkali activated materials. Composites Part B: Engineering 2022, 247, 110323 – DOI:10.1016/j.compositesb.2022.110323 • A completely new approach to assign sensing properties to sustainable mineral-based composites.
- Ivaniuk, E.; Eichenauer, M.; Tošić, Z.; Müller, S.; Lordick, D.; Mechtcherine, V.: 3D printing and assembling of frame modules using printable strain-hardening cement-based composites (SHCC). Materials and Design 2022, 219, 110757 – DOI:10.1016/j.matdes.2022.110757 • Open access • A novel interdisciplinary approach for digital manufacturing of material-minimized shell structures made of resilient composites.
- Mechtcherine, V.; Bos, F. P.; Perrot, A.; Leal da Silva, W. R.; Nerella, V. N.; Fataei, S.; Wolfs, R. J. M.; Sonebi, M.; Roussel, N.: Extrusion-based additive manufacturing with cement-based materials – Production steps, processes, and their underlying physics: A review. Cement and Concrete Research 2020, 132, 106037 – DOI:10.1016/j.cemconres.2020.106037 • Open access • Led a group of international experts to define the underlying physics for material flow during digital manufacturing.
- Lorenzoni, R.; Curosu, I.; Paciornik, S.; Mechtcherine, V.; Oppermann, M.; Silva, F.: Semantic segmentation of the microstructure of strain-hardening cement-based composites (SHCC) by applying deep learning on micro-computed tomography scans. Cement and Concrete Composites 2020, 108, 103551 – DOI:10.1016/j.cemconcomp.2020.103551 • New methodology for quantitative analysis for composites’ microstructure using AI.
- Mechtcherine, V.; Michel, A.; Liebscher, M.; Schneider, K.; Großmann, C.: Mineral-impregnated carbon fiber composites as novel reinforcement for concrete construction: Material and automation perspectives. Automation in Construction 2020, 110, 103002 – DOI:10.1016/j.autcon.2019.103002 • Invention of mineral-impregnated carbon fiber composites and technologies for their manufacturing.
- Wang, L.; Chen, L.; Poon, C.S.; Wang, C.-H.; Ok, Y. S.; Mechtcherine, V.; Tsang, D. C. W.: Roles of biochar and CO2 curing in sustainable magnesia cement-based composites. ACS Sustainable Chemistry and Engineering 2021, 9(25), 8603-8610 – DOI: 10.1021/acssusche-meng.1c02008 • Successful international effort to develop new, carbon neutral binders.
- Mechtcherine, V.; Nerella, V. N.; Will, F. Näther, M.; Otto, J.; Krause, M.: Large-scale digital concrete construction – CONPrint3D concept for on-site, monolithic 3D-printing. Automation in Construction 2019, 107, 102933 – DOI:10.1016/j.autcon.2019.102933 • A ground-breaking approach to construction printing based on utilizing mobile concrete pumps.
- Mechtcherine, V.; Secrieru, E.; Schröfl, C.: Effect of superabsorbent polymers (SAPs) on rheological properties of fresh cement-based mortars – Development of yield stress and plastic viscosity over time. Cement and Concrete Research 2015, 67, 52-65 – DOI:10.1016/j.cemconres.2014.07.003 • Research on hydrogels as new, multifunctional concrete admixtures that solve such problems in construction as shrinkage cracks and frost damage.

### Patente (Auswahl)
- Cotardo, D.; Haist, M.; Mechtcherine, V.; Mikhalev, D.: German patent application 10 2022 116 603.1 Method for operating a concrete pump and concrete pump, filed 4. Juli 2022
- Mechtcherine, V.; Zernsdorf, K.; Grune, M.; Grossmann, C.; Gross, A.; Hofmann, F.; Ortlepp, S.: German patent DE-102021115774-A1 Device and method for producing a flat component with pre-stressed textile reinforcement, filed 18. Juni 2021
- Mechtcherine, V.; Müller, S.: German patent DE-102021101138-A1 Method for extrusion-based manufacturing of a reinforced concrete component, filed 20. Januar 2021
- Mechtcherine, V.; Michel, A.: European patent EP-3946859-A1 Procedure and apparatus for manufacturing a reinforced concrete component, as well as concrete component, filed 11. März 2020
- Lieboldt, L.; Schladitz, F.; Curbach, M.; Mechtcherine, V.; Fröhlich, M.; Kellner, U.: European patent EP-3147393-A1 Textile reinforcement using yarn and method for preparing a yarn, filed 26. September 2016